# Emilio Dell'Oro
Emilio Dell'Oro (2 gennaio 1900 – ...) è stato un bobbista italiano.

## Biografia
Partecipò ai Giochi olimpici di Garmisch-Partenkirchen 1936, nella gara a quattro, chiudendo al 10º posto.